# Lyndon (Kansas)
Lyndon – miasto w Stanach Zjednoczonych, w stanie Kansas, siedziba administracyjna hrabstwa Osage.